# Cotylelobium lewisianum
Cotylelobium lewisianum là một loài thực vật có hoa trong họ Dầu. Loài này được (Trimen ex Hook.f.) P.S.Ashton mô tả khoa học đầu tiên năm 1972 publ. 1973.